# Dario Vidošić
Dario Vidošić (* 15. května 1989, Osijek, SFR Jugoslávie) je australský fotbalový záložník a reprezentant chorvatského původu, který v současné době působí ve švýcarském klubu FC Sion.

## Klubová kariéra
Dario Vidošić hrál na seniorské úrovni postupně v klubech: Brisbane Roar, 1. FC Norimberk, MSV Duisburg (host.), Arminia Bielefeld (host.), Adelaide United, FC Sion.

## Reprezentační kariéra
Vidošić je bývalým mládežnickým reprezentantem Austrálie.
V A-mužstvu Austrálie přezdívaném Socceroos debutoval v roce 2009.

Zúčastnil se Mistrovství světa 2010 v Jihoafrické republice.

Trenér Ange Postecoglou ho zařadil na soupisku pro MS 2014 v Brazílii, kde Austrálie skončila bez zisku jediného bodu na posledním čtvrtém místě v základní skupině B.